# Michał Gamarnikow
Michał Gamarnikow pseudonim Michał Górecki (ur. 6 lutego 1920 r. w Warszawie, zm. 22 lipca 1977 r. w Monachium) – polski ekonomista, publicysta, przewodniczący koła PPS przy Radiu Wolna Europa.
Syn Jakuba i Reny z domu Tupel. Ukończył Gimnazjum im. Mikołaja Reja w Warszawie. Wybuch II wojny światowej przerwał jego studia prawnicze na Uniwersytecie Warszawskim. Po wkroczeniu wojsk sowieckich na wywieziony do łagru koło Tomska na Syberii. Po podpisaniu układu Sikorski-Majski wstąpił do tworzącej się Armii Polskiej gen. Andersa i został przydzielony do 1 Pułku Artylerii Pomiarowej. Przeszedł cały szlak bojowy od II Korpusu. Po zakończeniu wojny został w Wielkiej Brytanii i rozpoczął naukę w Glasgow and West of Scotland Commercial College, a później studia ekonomiczne na Uniwersytecie Londyńskim.
Współpracownik Research Institute on Communist Affairs na Uniwersytecie Columbia w Nowym Jorku. Działacz Polskiej Partii Socjalistycznej na obczyźnie (m.in. sekretarz Rady Centralnej oraz członek Komisji Ekspertów Międzynarodówki Socjalistycznej). Autor artykułów w czasopismach polskich i zagranicznych, takich jak: „Światło”, „Robotnik”, „Ład Gospodarczy”, „Wolna Trybuna”, „Kultura” (Paryż), „Dziennik Polski i Dziennik Żołnierza” (Londyn), „East Europe” (Nowy Jork), „Problems of Communism” (Waszyngton), „Neue Zürcher Zeitung” (Zurych), „Analyse et Prévisions” (Paryż), „L Est” (Mediolan). 
Od 1952 roku pracownik rozgłośni polskiej Radia Wolna Europa. W czasie swojej pracy w rozgłośni był redaktorem audycji gospodarczych jak i autorem komentarzy w audycjach politycznych. Od 1967 roku był asystentem dyrektora Rozgłośni Polskiej. Zmarł w 1977 roku.